# Krypto
Krypto, o Supercão (ou Superdog em inglês) é um cão fictício, personagem de histórias em quadrinhos pela DC Comics. Assim como Superman, que o adotou, Krypto é originário do planeta Krypton e manifesta superpoderes sob uma estrela amarela como o Sol. Apesar da raça de Krypto nunca ter sido especificada nos livros de banda desenhada, foi desenhado como sendo um cão branco com um pedigree genérico.
A primeira aparição de Krypto se deu numa história do Superboy na revista Adventure Comics n° 210, em março de 1955. Essa história foi publicada no Brasil pela EBAL na revista "Superboy-Bi" n. 1 de abril-maio de 1967. Originalmente concebido como tendo apenas uma aparição, devido à reação positiva dos leitores voltou quatro edições depois, e se tornou membro regular do elenco de Superboy.

## Biografia fictícia

### Pré-Crise
Krypto foi originalmente o cão da família de Kal-El em Krypton. Jor-El, pai de Kal-El, resolveu enviar Krypto num protótipo duma espaçonave antes de Kal, como um teste. Devido a um desvio na rota, a espaçonave só chegou a Terra quando Clark Kent era um adolescente, Superboy. Na Terra, não estando mais sob um sol vermelho, desenvolve uma série de poderes parecidos aos de Superman. O Krypto dos quadrinhos não fala. Na primeira história, Superboy fica feliz em encontrar seu mascote mas ao mesmo tempo fica preocupado com as travessuras do supercão que comete alguns desastres e com isso pensa em prender o animal mesmo ele respondendo aos seus assovios mas depois Krypto escapa para explorar o Espaço (o seu "quintal"), voltando à Terra apenas de vez em quando para visitar o dono. 

### Pós-Crise
Quando John Byrne mexeu na história de Superman em 1986, o Supercão foi uma das primeiras coisas que ele eliminou da origem do herói. Entretanto, por volta do mesmo ano, Byrne mostrou que havia um Krypto (igual a versão pré-Crise) vivendo com um Superboy numa dimensão chamada Mundo Compacto. Este Krypto foi afetado por kryptonita dourada, tornando-se um cão comum. Mais tarde, ficou subentendido que Krypto morreu quando General Zod, Quex-Ul e Zaora destruíram a atmosfera da Terra do Mundo Compacto.
Superman conseguiu trazer um Krypto de Krypton de uma realidade alternativa criada por Brainiac, que passou a acompanha-lo em algumas aventuras.

## Poderes e habilidades
Krypto possui todos os poderes de Superman, embora alguns reduzidos e outros ampliados, numa comparação homem x cachorro. Por exemplo, a força e resistência são menores que as de Superman (embora ainda consideradas "super"), mas, obviamente os poderes de audição e olfato de Krypto são muito superiores, exatamente como um cão comum tem audição e olfato muito superiores a um homem comum. Apesar de não falar (versão dos quadrinhos), Krypto tem inteligência similar a dum humano (nos quadrinhos, havia balões de pensamentos para mostrar que Krypto pensava). Por ser um cão Krypto é bastante subestimado por vilões que o consideram um "cachorro estúpido", o que lhe dá vantagens em missões em que tem de ajudar seu dono, Clark. Como o Superman, mantém as fraquezas a kryptonita, sol vermelho e magia.

## Em outras mídias
- No desenho animado Liga da Justiça sem Limites, Krypto faz uma breve aparição durante o episódio Para O Homem Que Já Tem Tudo (o qual é baseado em um comics do Superman que possui o mesmo nome), durante uma sequência de sonho de Superman.
- A série Smallville conta com uma versão do personagem a partir do episódio "Krypto" da quarta temporada. Nela ele  começa como Einstein, um cão Golden retriever que ganha poderes ao ser injetado com soro de kryptonita em uma clínica, após o laboratório ser fechado por Lex Luthor é levado por dois irmãos que o usam para cometer crimes, e enquanto fugia deles foi atropelado por Lois Lane, que o levou para se recuperar na fazenda dos Kent. Clark cogita chamá-lo de Krypto por sua origem críptica, mas quando seus pais ficam com o cão o batizam de Shelby.[6]
- A série Titans inclui uma versão de Krypto, que assim como em Smallville é um golden retriever.[7]
- Krypto foi estrela de sua própria série animada, Krypto the Superdog,  produzida pela Warner Bros. Animation entre 2005 e 2008, onde teve a voz de Samuel Vincent.[8]
- Krypto é um dos protagonistas do filme animado DC Liga dos Super Pets, com a voz de Dwayne Johnson.[9]